# Cardillac

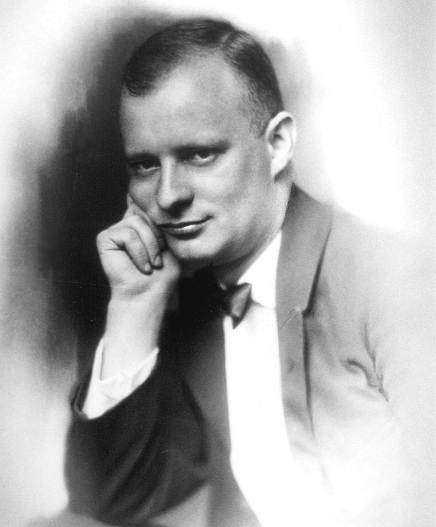
Paul Hindemith

Cardillac är en tysk opera i fyra (ursprungligen tre) akter med musik av Paul Hindemith. Librettot av Ferdinand Lion är baserat på E.T.A. Hoffmanns novell Das Fräulein von Scuderi.

## Historia
Hoffmanns novell hade fascinerat kompositörer före Hindemith. Redan 1823 hade Lucien Dautresme komponerat operan Cardillac. Analogt med ämnesvalet vitaliserade Hindemith 1700-talets musikaliska vokabulär. Han använde sig av den gamla nummeroperan, förberedda med moduleringar, förstod att förena komplexa strukturer med enkla och använde sig av en relativt liten orkester. Han behöll visserligen den stora slagverksbesättningen, men blåsarna framträder solistiskt och stråkarna används ytterst sparsamt.
Operan hade urpremiär på stadsteatern i Dresden den 9 november 1926

### Den andra versionen
Efter andra världskrigets fasor distanserade sig Hindemith från allt som skulle kunna missuppfattas som empati gentemot operans mördare. Han förtätade intrigen och lade sig vinn om en logisk personbeskrivning, men framför allt "moderniserade" han rollgestalterna. Kungen blev markis och damen sångerska. Uppförandet av Jean-Baptiste Lullys opera Phaëton gav tonsättaren möjligheten till en effekt i form av "teater i teatern". Därigenom skapas ett slags filmeffekt när publiken blir vittne till mordet som begås på scenen. Operan har genom inlagan av scener ut Lullys verk fått en originell stil och Hindemith reducerade mängeden slagverk och skrev mer kantabla sångstämmor, men utan att avlägsna sig alltför långt från originalet. Han behöll 14 av de 18 sångnumren från den första versionen. I denna form uppfördes den ny versionen i fyra akter i Zürich den 20 juni 1952.
Verket blev efter uruppförandet mycket framgångsrikt. Men efter 1955 tillät Hindemith inte längre något uppförande av den första versionen. Senare ändrade han sig emellertid och på 1970- och 1980-talen har originalversionen varit den mest spelade på de tyska scenerna. Det dröjde innan den andra, reviderade versionen fick erkännande och den lyckades aldrig riktigt slå igenom.

## Personer i första versionen
- Guldsmeden Cardillac (baryton)
- Hans dotter (sopran)
- En officer (bas)
- Guldhandlaren (bas)
- Kavaljeren (tenor)
- Damen (sopran)
- Soldaternas anförare (hög bas)
- Kungen, hovmän och hovdamer, soldater (stumma roller)
- Folk (kör)

### Personer i andra versionen
- Guldsmeden Cardillac (baryton)
- Hans dotter (sopran)
- Hans lärling (tenor)
- Primadonnan på operan (sopran)
- Officeren (bas)
- Den unge kavaljeren (tenor)
  - Roller i Lullys opera Phaëton:
  - Klymene (alt)
  - Phaéton/Phaëton (tenor)
  - Apollo/Apollon (bas)
  - Den rike markisen (stum roll)
  - Korister, dansare, scenarbetare, folk, vaktmanskap (kör)

## Handling i första versionen
Operan utspelar sig i Paris vid 1600-talets slut. 
Akt I
Ett torg. Paris befolkning oroas av en rad mord. Då guldsmeden Cardillac banar sig väg genom folkmängden för att komma in i sitt hus frågar en dam sin kavaljer varför han hälsas med sådan vördnad, och han berättar att Cardillac är en berömd konstnär men även omgärdad av mystik därför att alla som köper hans konstverk blir mördade. Damen blir så betagen av hans konstnärsverk att hon endast vill skänka sin gunst åt kavaljeren för ett smycke från Cardillacs verkstad. Kavaljeren har trots sin fruktan köpt ett dyrbart guldsmycke, som han har tagit med sig åt sin älskade. Men när han omfamnar henne blir han nedstucken av en maskerad gestalt som flyr med smycket.
Akt II
Cardillacs guldleverantör anar ett samband mellan guldsmeden och den hemlighetsfulle mördaren. Misstrogen och ängslig söker han upp Cardillac, men denne är inte nöjd med guldet utan vill söka sig nya varor. Cardillacs dotter älskar en officer, men kan inte besluta sig för att lämna fadern och följa med honom. Då hon frågar fadern mitt under arbetet är han så upptagen av sin konst att han utan vidare ger henne sin välsignelse till bröllopet.
Kungen och hovet besöker Cardillac och beundrar hans smycke. Till en början känner sig Cardillac stolt och smickrad, men blir efter hand alltmer tvär och avvisande, för att till sist köra ut kungen och hans följe. När han väl är ensam, bekänner han för sig själv att han skulle ha blivit tvungen att döda kungen om denne hade köpt något av honom. Han betraktar guldsmycket han stal från kavaljeren. Lätt till sinnes ger Cardillac officeren lov att få äkta dottern, Men när denne vill köpa en kedja trots Cardillacs protester, rycker till sig den, kastar pengarna på bordet och går sin väg. Cardillac tar sin dolk och mask och skyndar efter honom för att återfå smycket.
Akt III
Officeren har räknat med att bli överfallen och lyckas avvärja Cardillacs mordförsök. Guldhandlaren har blivit vittne till överfallet och slår larm. Cardillac flyr. Folk och soldater skyndar dit. Guldhandlaren pekar ut Cardillac som mördaren, men officeren flyttar över misstankarna på guldhandlaren, som grips. Officeren talar om sanningen endast för Cardillacs dotter. Folket firar att den påstådde mördaren har gripits och hyllar Cardillac. Men denne låter undslippa sig märkligheter, talar emot sig själv när han svarar på frågor och avslöjar sig slutligen själv som mördaren. Han faller offer för pöbelns rättvisa.

### Handling i andra versionen
Utanför guldsmeden Cardillacs hus blir på nytt en man nedstucken. En officer lugnar den rasande folkmassan. Trots ryktet om att alla de mördade har varit kunder hos Cardillac önskar sig en av operasällskapets sångerskor av en vän ett diadem från guldsmeden. När han ger henne det och omfamnar henne, blir han nedstucken av en maskerad person och bestulen på diademet.
Cardillacs lärling uppvaktar förgäves mästarens dotter. Han anar sanningen och misstänker att Cardillac är mördaren. Men han blir själv misstänkt och grips. Operasällskapet letar efter ett lämpligt smycke för en uppsättning av Jean-Baptiste Lullys opera Phaéton och uppsöker Cardillacs butik. Sångerskan känner bestört igen det från henne stulna diademet och väljer detta.
Lärlingen lyckas rymma ur fängelset. Under föreställningen av Phaéton iakttar officeren och lärlingen bakom kulisserna vad som sker på scenen. Lärlingen varnar sångerskan för Cardillac, men hon hyser stor sympati för guldsmeden och lämnar efter föreställningen över diademet till honom. Officeren rycker det till sig. Utanför sceningången angriper och mördar Cardillac officeren, men avväpnas av lärlingen. Cardillac lyckas dock fly och istället pekas lärlingen ut som mördaren. Under tiden har sångerskan tagit hand om diademet och skänkt det i bröllopsgåva till Cardillacs dotter. När Cardillac får se diademet på sin dotter, blir han utom sig. Inför den församlade folkmassan avslöjar han sig som mördare och faller offer för folkets vrede.